# Райк, Хельве Аугустовна
Хельве Аугустовна Райк (эст. Helve Raik; 14 июля 1932, Раквере — 12 сентября 2020, Таллин) — советская и эстонская деятельница образования, депутат Верховного Совета СССР 10 и 11 созывов (1979—1989).

## Биография
Родилась в семье учительницы. Провела детство в местности Канткюла на северо-востоке Эстонии, в 1940 году пошла в школу в Рягавере. В 1955 году окончила географический факультет Тартуского государственного университета.
После окончания вуза в течение шести лет работала учительницей географии в тартуских средних школах № 2 и № 3. В 1961—1972 годах — завуч школы № 5, в 1972—1989 годах — директор школы № 5. В 1989 году перешла на работу в отдел образования горисполкома г. Тарту. С 1990 года работала в Тартуском университете — сначала специалистом отдела образования, с 1993 года — организатором повышения квалификации преподавателей. С 1999 года — координатор и руководитель программы курсов повышения квалификации в «открытом университете» при Тартуском университете. Продолжала трудовую деятельность до 82 лет.
Была членом КПСС. Избиралась депутатом Верховного Совета Эстонской ССР 9-го созыва (1975—1979), Совета Национальностей Верховного Совета СССР 10-го и 11-го созывов (1979—1989) от Эстонской ССР.

## Награды
- Заслуженный учитель Эстонской ССР (1971)
- Учитель года в Тартумаа (2004)[5]
- Кавалер «Тартуской звезды» (Tartu Täht, 2008)
- Орден Белой звезды IV класса (2014)[6]

## Личная жизнь
Супруг Антс Райк (1931—1994) — климатолог, декан факультета географии и биологии Тартуского университета. Сын Март Райк (род. 1955) — экономист, деятель образования и предприниматель. Дочь Катри Райк (род. 1967) — историк и политик, министр внутренних дел Эстонии (2018—2019), мэр Нарвы.